# Zona de protección ambiental El Zapién
La zona de protección ambiental El Zapien es una superficie de terreno de 240.7 hectáreas decretadas en julio del 2010 por la administración del gobierno del Estado de Michoacán 2008.
Áreas naturales protegidas. Son las áreas bajo la administración de la Comisión Nacional de Áreas Naturales Protegidas  (CONANP). Entre las más conocidas están el Parque nacional Desierto de los Leones y la reserva de la biosfera de la mariposa monarca. 

## Historia
A mediados de 2009 las colonias aledañas a la ahora reserva ambiental invadieron partes de terreno, de importancia ambiental para el municipio de Uruapan, a lo cual se manifestó la población de manera adversa , coaccionando al gobierno a declararla zona ambiental protegida.
Una brigada de topógrafos, de la Secretaría de Urbanismo y Medio Ambiente (SUMA), del gobierno del estado, apoyados por personal de la misma secretaría municipal, iniciaron con la colocación de mojoneras, para delimitar el área de conservación Natural Protegida conocida como El Zapién y resguardarla de una posible invasión. “El Zapíen”, ubicadas al poniente de esta ciudad, fueron decretadas “zona de protección ambiental”, por el gobierno del Estado en el año 2010, por ser de su propiedad, sin embargo en la protección y cuidado la actual administración está apoyando de manera determinada, ya que esa superficie es zona de abastecimiento de la subcuenta del río Cupatitzio.
La intención de esta acción coordinada entre estado y municipio, es que el predio quede protegido de la creación de desarrollos habitacionales o de cualquier otro uso que se quiera dar a ese suelovenga a repercutir en el caudal de agua de nuestro Río Cupatitzio.
Actualmente en 2014 se sigue invadiendo esta zona , talando y contaminado la zona sin que se tomen medidas apropiadas, salvo una que el 2013 torno la secretaria de urbanismo y medio ambiente del municipio de Uruapan con un rotundo fracaso al solo poner avisos con material legal los cuales fueron rotos y quitados por los invasores de este territorio. 
Por lo que es de importancia el interés en esta zona.
- Datos: Q17633155